# Da Da Dam
«Da Da Dam» (Да-да-дам) — песня в исполнении финляндского певца Акселя Энстрёма, с которой он представил Финляндию на конкурсе песни «Евровидение 2011». Песня заняла 21 место с 57 баллами в финале. Автором песни является сам певец.

## Список композиций
| №  | Название                       | Длительность |
| -- | ------------------------------ | ------------ |
| 1. | «Da Da Dam»                    | 3:02         |
| 2. | «Da Da Dam» (Special Edition)  | 3:06         |
| 3. | «Da Da Dam» (Acoustic Version) | 3:16         |

## Позиции в чартах
| Чарт (2011)                         | Наивысшая позиция |
| ----------------------------------- | ----------------- |
| Австрия (Ö3 Austria Top 40)         | 64                |
| Финляндия (Suomen virallinen lista) | 6                 |
| Finland Download Chart              | 6                 |
| Finland Airplay Chart               | 4                 |
| Германия (GfK)                      | 46                |